# Der Bulle von Tölz: Bauernhochzeit
Bauernhochzeit ist ein deutscher Fernsehfilm von Walter Bannert aus dem Jahr 1997 nach einem Drehbuch von Jörg Graser. Es ist die 8. Folge der Krimiserie Der Bulle von Tölz mit Ottfried Fischer als Hauptdarsteller in der Rolle des Hauptkommissars Benno Berghammer. Die Erstausstrahlung erfolgte am 2. Februar 1997 auf Sat.1.

## Handlung
Die frisch verheiratete Klara Hopfner findet am Morgen nach der Hochzeit eine tote Sau anstelle ihres Mannes Franz im Bett – wenig später entdeckt sie Franz erstochen in der Scheune. Kommissarin Sabrina Lorenz stellt fest, dass dem Opfer der Ehering fehlt. Xaver Hopfner, Franz’ jüngster Bruder, der seit dem Polterabend nicht mehr richtig nüchtern geworden ist, hat beobachtet, wie Klara mit einem Gewehr auf die Felder hinausgelaufen ist, worauf die Kommissarin ihr hinterhereilt. Klara Hopfner sagt aus, sie sei froh, dass ihr Mann tot sei, sie habe ihn nur geheiratet, damit sie einen Vater für ihren fast achtjährigen unehelichen Sohn Max habe, aber erstochen habe sie Franz nicht. Wer der Kindsvater ist, will sie niemandem verraten. Sie händigt schließlich der Kommissarin das Gewehr aus.
Das Familienoberhaupt, Vater Alois Hopfner, will seine Schwiegertochter nicht mehr auf dem Hof haben; er ist der Meinung, dass die Heirat ohnehin ungültig sei, weil die Hochzeitsnacht nicht vollzogen wurde. Er beklagt auch, dass Max nie getauft wurde und von seiner Mutter ohne Religion erzogen wird. Er hat seinen ältesten Sohn Franz noch um etwa 5:00 Uhr früh alleine an der Hochzeitstafel sitzen sehen.
Von Karl Hopfner, dem mittleren Sohn, erfährt Kommissar Benno Berghammer, dass er zusammen mit seinen Brüdern Xaver und Franz die Sau ins Bett verfrachtet habe und dass Franz gegenüber Klara mehrmals handgreiflich geworden sei.
Die Obduktion ergibt, dass Franz Hopfner zwar aufgrund des „Kampfsaufens“ auf der Hochzeit einer Alkoholvergiftung nahe war, aber der Stich mit einem Fleischermesser zu einer inneren Blutung und schließlich zum Tod geführt hat. Bei sofortiger medizinischer Hilfe hätte er leicht überleben können.
Tage später – Franz ist inzwischen beerdigt – trägt Max ein Lamm auf den Heuboden und will, dass es fliegen lernt. Er hat Prälat Hinter allzu wörtlich genommen, als dieser ihm erklärt hat, dass nur das Lamm Gottes das Böse besiegen könne. Karl bietet Klara an, das Lamm herunterzuholen, aber sie weist seine Nettigkeiten zurück und befreit das Tier lieber selbst. Als sie mit dem Lamm unter dem Arm die Leiter wieder absteigt, nimmt Karl es ihr weg und droht dem danebenstehenden Max, dass es am Abend Lammbraten geben wird. Klara fordert das Lamm für ihren Sohn zurück. Karl stimmt der Rückgabe nur unter der Bedingung zu, dass sie ihm dafür einen Kuss gäbe, doch das lehnt sie entrüstet ab. Also wird das Lamm geschlachtet, was Max sehr wütend macht und Klara fassungslos zurücklässt.
Als Karl Hopfner beim Zerlegen des Lammes in der geschlossenen Scheune steht, bricht plötzlich der Frontlader des hofeigenen Traktors durch das Tor und verletzt seine Beine schwer. Den Fahrer hat er aus seiner Position wahrscheinlich sehen können, doch leidet er nach dem Unfall an einer Amnesie. Klara und Xaver wollen zur fraglichen Zeit gemeinsam in der Küche gewesen sein – Xaver hat eh schon seit einiger Zeit ein Auge auf die attraktive Klara geworfen. Trotzdem verdächtigt der Vater jetzt seinen jüngsten Sohn, nachdem er zunächst Karl im Verdacht hatte, Franz erstochen zu haben, um in der Erbfolge nachzurücken. Xaver ist erbost und will sich von seinem Vater nichts mehr sagen lassen; da drischt dieser mit einer Peitsche auf ihn ein und fordert ihn auf, es zuzugeben, bis die Kommissare eingreifen. Auf Anweisung von Staatsanwältin Dr. Zirner bringt Polizist Pfeiffer beide ins Kommissariat zum Verhör, doch sie verweigern die Aussage und kehren nach Hause zurück. Dort fordert Xaver seinen Vater auf, ihm den Hof zu übergeben, er wolle die inzwischen heimgekehrte Klara zurückholen und heiraten, doch der Senior weigert sich. Daraufhin fährt Xaver zu Klaras Elternhaus, dem Eggerhof.
Pfeiffer überzeugt die Staatsanwältin dann doch noch davon, dass Xaver Hopfner für beide Taten verantwortlich sei. Als Zirner und Pfeiffer mit dem Haftbefehl anrücken, schickt Alois Hopfner die beiden weg und sagt, Xaver sei nicht zu Hause, und er wolle die Sache selbst regeln. Pfeiffer will ihn verfolgen, als er sieht, wie Hopfner mit einem Gewehr ins Auto steigt und wegfährt, doch der alte Bauer hat ihn ausgetrickst und die Reifen des Polizeiwagens zerstochen.
Benno Berghammer hat auf dem Eggerhof übernachtet, weil er dort die ganze Nacht Karten gespielt hat. Als er von draußen Schüsse hört, eilt er hinaus und sieht, wie Alois Hopfner auf seinen jüngsten Sohn schießt. Während der Kommissar versucht, den alten Bauern von der Unschuld seines Sohnes zu überzeugen, schleicht sich Xaver an und entwaffnet seinen Vater, der dabei unsanft vom Heuboden stürzt, obwohl er auf einem Haufen Stroh landet. Alois Hopfner lässt sich nach Hause bringen, will aber nicht, dass jemand einen Arzt ruft.
Nachdem Xaver und Klara sich beim Standesamt das Jawort gegeben haben, geht Xaver zu seinem Vater ans Krankenbett und fordert ihn neuerlich auf, ihm den Hof zu überschreiben; da kommt Karl auf Krücken herein und die Brüder geraten in einen Streit. Dem Vater geht es auch unter dem Eindruck des erbitterten Streits zwischen seinen beiden verbliebenen Söhnen immer schlechter und er verlangt nach einem Pfarrer. Prälat Hinter führt die Krankensalbung durch und nimmt ihm die Beichte ab: Vor Jahren habe Alois Hopfner die junge Klara an einem heißen Sommertag vergewaltigt – Max sei in Wirklichkeit sein Sohn. Er habe sich jedoch heimlich um den Jungen finanziell und mit Geschenken gekümmert, die atheistische Erziehung sei Klaras Rache an ihm, dem gutkatholischen Bauern, gewesen.
Als der Prälat der Familie gegenüber verkündet, der alte Hopfner habe seinen Frieden mit der Welt geschlossen, unternimmt Xaver einen letzten verzweifelten Versuch, den Hof überschrieben zu bekommen, doch da schließt sein Vater für immer die Augen.
Einer Eingebung folgend, steigt Kommissarin Lorenz zusammen mit ihrem Kollegen Berghammer auf den Dachboden des Bauernhauses, wo sie Tage zuvor ein Gruselkabinett an Spielsachen entdeckt hat. Sie schießt einen mit Helium gefüllten und unter dem Dach schwebenden Luftballon herunter, an dem der Ehering des Opfers befestigt ist. Auf die Frage, ob Max einen Traktor in Betrieb nehmen könne, antwortet Klara, dass jeder Junge, der auf einem Bauernhof aufgewachsen ist, Traktorfahren könne. Damit steht für die Ermittler endgültig fest, dass Max beide Taten begangen hat. Der Junge sagt aus, er habe am frühen Morgen nach der ersten Hochzeit Hunger gehabt und sich etwas zu essen machen wollen, Franz habe sich nicht gerührt. Er habe ihm nur ein bisschen weh tun wollen, weil er seine Mutter geschlagen habe; das Messer sei wie von selbst hineingegangen.

## Hintergrund
Die Dreharbeiten wurden in Bad Tölz durchgeführt; als Schauplatz für die „Pension Resi“ diente das Hollerhaus Irschenhausen.